# Popești, Argeș
Popești là một xã thuộc hạt Argeș, România. Dân số thời điểm năm 2002 là 4158 người.